# Subtepass

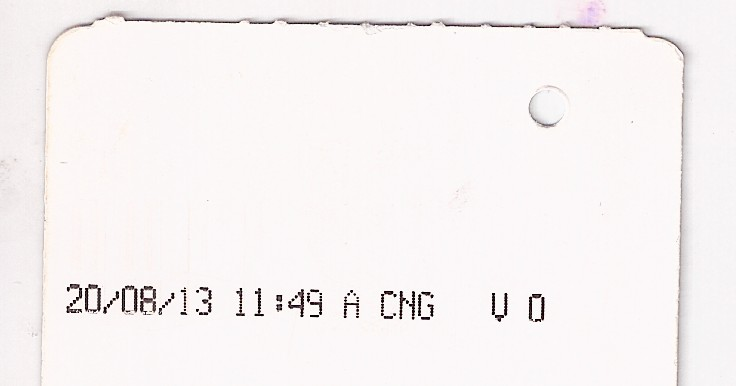
Información impresa en el reverso.

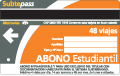

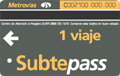

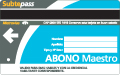

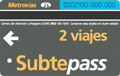

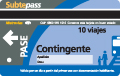

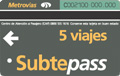

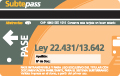

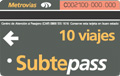

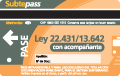

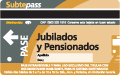

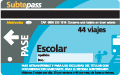

Las Subtepass son una serie de tarjetas inteligentes de cartón para realizar viajes en todas las líneas del Subte de Buenos Aires. Comenzaron a funcionar el 16 de septiembre de 2000 en la línea E y reemplazaron gradualmente al viejo sistema de cospeles. Las tarjetas no son recargables, aunque existen diversos tipos con carga de hasta 10 viajes, además de varias tarjetas especiales. A diferencia de las tarjetas plásticas recargables SUBE y Monedero, las Subtepass pudieron ser adquiridas sin ningún trámite hasta el 2 de mayo de 2016, cuando finalizó su venta para dar paso a los medios de pago sin contacto. Hasta fines del 2024 los únicos disponibles para uso eran los Subtepass de pases y abonos especiales, y los de trabajadores del Subte. A día de hoy no se encuentran habilitados por el recambio de molinetes a unos nuevos. 

## Características
Se tratan de tarjetas de cartón plastificado, resistente pero descartable. Existen más de diez variantes, siendo solo cuatro las más habituales. La tarjeta se introduce en una ranura ubicada frente al molinete, el cual la absorbe, lee la información y la devuelve por la parte superior, dejando impresa en el reverso de la tarjeta información sobre la estación, la línea y los viajes disponibles en la tarjeta.

## Versiones convencionales (discontinuadas)
Fueron aquellas que se vendieron libremente sin ningún requisito, existiendo versiones de 1, 2, 5 y 10 viajes. Existieron otras versiones actualmente descontinuadas. Por su diseño se pueden subdividir en:

### Institucionales
Las que poseen solo la cantidad de viajes y la leyenda "Subtepass" sobre un fondo opaco. No poseen publicidad ni promociones.

### Conmemorativos
Aquellas que poseen diseños especiales conmemorativos de hitos institucionales del subte, tales como inauguraciones de estaciones, aniversarios, etc.

### Publicitarios
Todas las tarjetas que poseen publicidad no institucional de fondo entran en esta categoría. Suelen haber motivos creativos y de distintos ámbitos. En varias ocasiones, la publicidad incluye un descuento para quien presente la Subtepass.

## Versiones especiales (Algunas en uso actualmente)

### Abonos
Se tratan de tarjetas especiales con descuentos para determinadas personas. Deben ser tramitados.
- Abono estudiantil: 48 viajes al precio de 8,5.
- Abono maestro: tarjeta con descuento para docentes.
- Abono social: 10 viajes con descuento para personas que cobren algún tipo de ayuda social.

### Pases
Son tarjetas especiales que permiten ingresar a los andenes sin abonar.
- Contingente: acceso gratuito para 10 personas. Utilizado por escuelas o instituciones de caridad.
- Discapacitados (Ley 22.431 y 13.642): pase gratuito para personas con certificado de discapacidad.
- Discapacitados con acompañante (Ley 22.431 y 13.642): igual al anterior, pero cubre al acompañante.
- Jubilados y Pensionados: incluye a jubilados y pensionados que cobren el haber mínimo.
- Escolar: boleto gratuito para alumnos de nivel primario que concurran a escuela pública.
- Policía uniformado: permite la entrada gratuita de personal de las fuerzas de seguridad.
- Personal de seguridad: permite la entrada gratuita de personal de seguridad de la empresa.
- PASE color rosa: entregado a pasajeros varados ante la interrupción del servicio. Permite un único viaje gratuito.
- PASE color amarillo: similar al anterior, y más frecuente. Tiene un fondo amarillo con un mapa de la red.
- Acceso Subte: acceso gratuito para personas determinadas. De uso interno.

### Promocionales
Se tratan de tarjetas promocionales con viajes gratis o descuentos. Existen de diversos montos y suelen ser distribuidos ante la inauguración de servicios. Entre los más curiosos se pueden mencionar:
- 50% de descuento.
- $3 de saldo.
- $6 de saldo.
- 20 viajes.

## En la cultura popular
Por lo peculiar de su diseño, su fácil conservación, su emisión en series y las publicidades coloridas (que incluyen estrenos de películas, juegos, descuentos para comida, hitos institucionales, etc) estas tarjetas se han convertido en un objeto de culto, habiendo muchas personas que las coleccionan y pudiéndose comprar lotes enteros por internet. Dado que su valor estaba tasado en viajes y no en dinero, era frecuente que los usuarios compren tarjetas de varios viajes antes de que se produzca un aumento de tarifas.
Esto dejó de suceder porque dejaron de venderse al público.